# Valea Viilor
Valea Viilor é uma comuna romena localizada no distrito de Sibiu, na região histórica da Transilvânia. A comuna possui uma área de 44.16 km² e sua população era de 2127 habitantes segundo o censo de 2007.